# Steeldrum
Un tambor d'acer o steeldrum, és a dir " tambor d'acer en anglès, també anomenat steelpan (" paella d'acer), és un instrument de percussió melòdic idiòfon.
Es sol tocar col·lectivament amb altres músics, com a steelband o steel orquestra. Els músics de Steelpan s'anomenen pannistes.
Es va originar a Trinitat i Tobago (el Carib) i predomina a les orquestres steelband, típicament formades per diversos d'aquests instruments tant variats. Els panells constitueixen, doncs, una família d'instruments.

## Origen

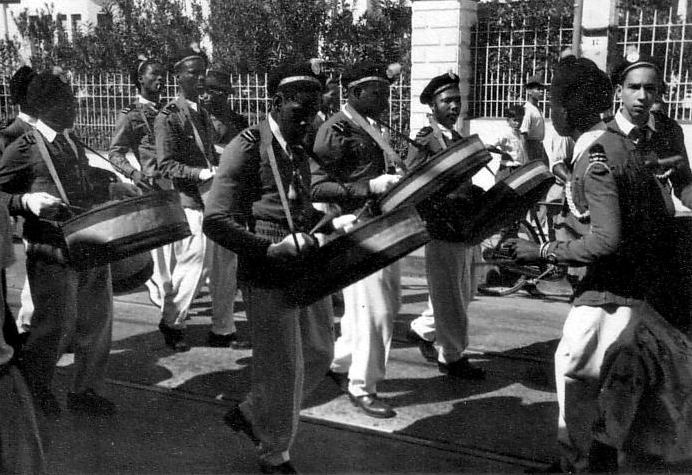
Steelband a Port-of-Spai, anys 50.

Diverses cultures a l'Àfrica occidental compartien els costums de parlar tambors. Els tambors en forma de rellotge de sorra s'utilitzaven per comunicar missatges a distància amb llenguatge de tambor. Per exemple, el ritme i el to podrien indicar la ubicació, l'hora i el tipus de ball durant una propera cerimònia.
Al segle xviii, persones de països de l'Àfrica occidental van ser segrestades per la força a Trinitat per ser venudes en subhastes d'esclaus. Les persones de les mateixes tribus i llengües van ser separades deliberadament i venudes a diferents esclavistes en un intent d'erradicar les seves tradicions. En la majoria dels casos, els esclavistes no els permetien parlar en la seva llengua materna, cosa que els va obligar a abandonar la tradició i aprendre la llengua pròpia de l'esclavista.
A la dècada de 1780, els colons que van arribar a Trinitat i Tobago hi van portar tradicions de festivals de carrer. El 1785, els propietaris de les plantacions van celebrar el primer Carnaval a Trinitat. Molts propietaris de plantacions blanques es van disfressar d'esclaus (presumiblement amb cara negra) i van marxar pels carrers burlant-se dels vestits d'esclaus africans, els cants i els costums de ball, inclòs el toc de tambors parlants. Tot i que eren imitats, els africans esclaus no se'ls va permetre unir-se a les festes. Com a resposta, els africans van organitzar els seus propis carnavals clandestins, que tenien lloc a cabanes i patis posteriors. Inspirats en tradicions antigues, els africans van incorporar màscares, plomes, comptes i tambors.
  El 1789, el governador espanyol de Trinitat José María Chacón va emetre una directiva que tots els africans (la majoria de la població) observarien la religió catòlica romana i tots els dies sants cristians. El propòsit era esborrar encara més la cultura i les creences religioses de l'Àfrica Occidental. Tanmateix, els africans esclaus van poder preservar les seves tradicions camuflant-les dins de les festes cristianes. Per exemple, els diumenges, els esclaus "es posaven la seva millor roba i anaven a balls de tambors celebrats en diferents patis o a la terra allunyada de la plantació on se'ls permetia cultivar els seus propis cultius. . . i ballaven al ritme de la música i els ritmes dels tambors de pell i els sonalls de carbassa."
El 1834, les persones esclavitzades es van emancipar a Trinitat i Tobago, però la segregació i la servitud per contracte van continuar. Després de l'emancipació, els africans celebraven anualment Canboulay, un festival de la collita que implicava el tambor del calypso. El 1881 es van produir els disturbis de Canboulay, que van ser una sèrie de revoltes durant la festa. Després d'això, durant la dècada de 1880 es va prohibir la lluita de bastons i la música de percussió africana. Van ser substituïts per pals de bambú colpejant al mateix temps, que al seu torn van ser prohibits.

## Descripció

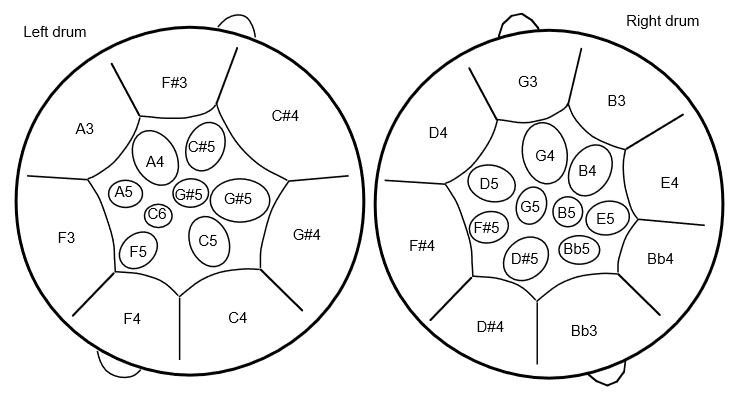
Disposició de les notes.

Una steel pan està feta amb bidons metàl·lics de 216 litres utilitzats per la indústria petroliera per emmagatzemar i transportar petroli. Es seccionen i la part inferior d'aquestes llaunes és estampada i després martellada per produir un conjunt de cares que es comporten cadascuna com una campana. Les diferents cares s'afinen segons l'escala cromàtica temperada.
Hi ha molts tipus de paelles, agrupades en seccions que van des dels greus fins als aguts i els mitjans (tradicionals, pan al coll, un bidó per músic, o convencionals, cada secció cromàtica, per tant diversos bidons per músic). A les orquestres convencionals, els aguts, anomenats « primera línia , « unes trenta notes a un o dos tambors, els mitjans tenen de vint a trenta notes a dos a quatre tambors, els baixos tenen unes vint notes a quatre a dotze tambors. Les seccions de rang mitjà i greu s'anomenen « fons ».

## Fabricació

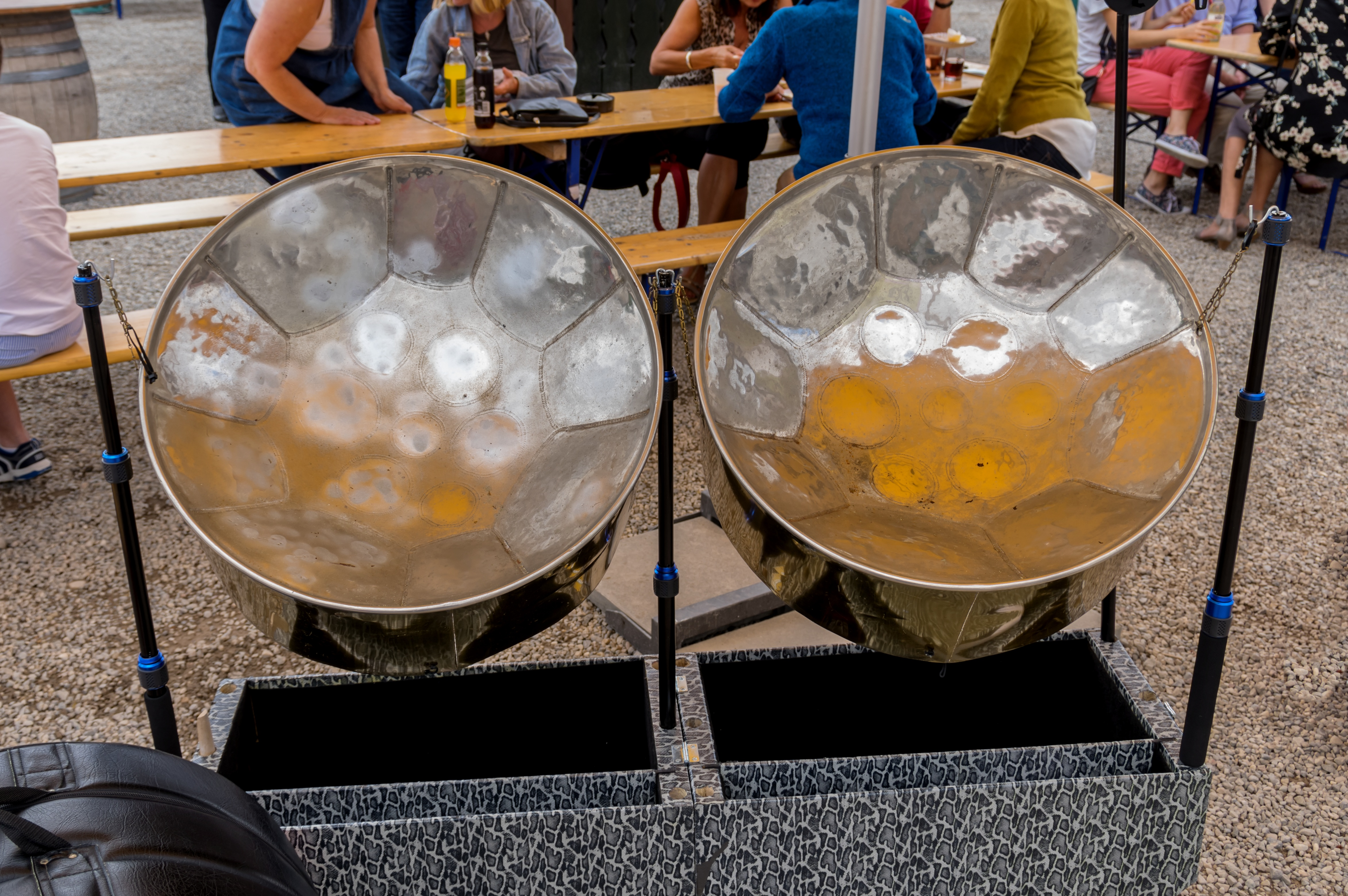
Steelpans d' Emile Borde al Zelt-Musik-Festival 2017.

Els bidons d'acer es construeixen amb xapa amb un gruix d'entre 0,8 et 1,5 mm . Tradicionalment, les paelles d'acer s'han construït amb bótes d'oli, llaunes de galetes o llaunes d'escombraries usades.
Actualment, alguns fabricants ja no utilitzen llaunes sinó metall en forma de xapa plana que dibuixen en un bol.
En un primer pas, el fons del bidó s'enfonsa donant-li una forma de taça. Aquest procés se sol fer amb diversos martells, manualment o sota pressió d'aire comprimit. A continuació, es marca el patró de notes a la superfície i es formen notes de diferents mides i es modelen a la superfície. Després de temperar, les notes s'han de suavitzar i afinar (afinació inicial). El suavització forma part d'aquest primer procés d'afinació.

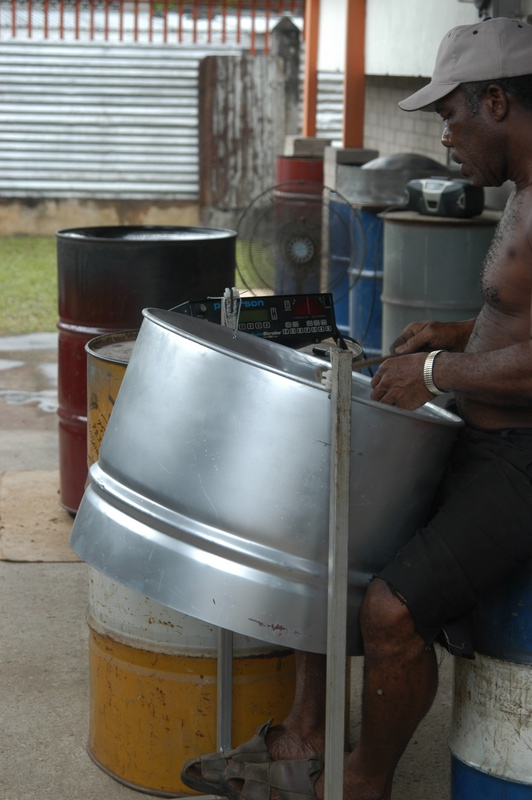
Afinació d'un steelpan per Herman « Marró » Guppy.

Com més gran sigui la mida de la placa, més baix serà el to de la nota. La « faldilla » (la part cilíndrica del bidó) va variant la seva mida segons la tessitura : com més baixes siguin les notes, més gran necessitem la «faldilla per fer les freqüències baixes«. Així el tambor tenor, de vegades anomenada « soprano ”, molt agut amb notes petites, consta d'un sol tambor amb una faldilla petita (entre 20 et 30 cm ), mentre que el baixista està envoltat de quatre, sis, nou, fins i tot dotze tambors sencers (amb tres octaves cadascun).
Els costats poden ser cromats o pintats (o banyats en dicromat de potassi).
Com més es toca, més desafina, les steelbands s'ocupen d'afinar els seus instruments amb regularitat (normalment una o dues vegades l'any). Un afinador ha de ser capaç de fer que totes les notes del mateix instrument sonin de forma uniforme. Tot el treball d'afinació es fa amb martells de diferents mides.

## Execució
El músic toca la paella colpejant aquestes facetes amb petits masos o " pals ".
En general, s'utilitzen diverses tambors simultàniament en una orquestra anomenada " steelband » (composta també per una important secció rítmica : un bateria i altres percussionistes), i l'afinació dels instruments permet obtenir una melodia i un arranjament de tipus simfònic. De fet, igual que el vibràfon o el xilòfon, la paella es pot utilitzar per reproduir totes les parts d'una obra musical o una peça musical.
Un músic de steelpan s'anomena " panista », i el lloc d'assaig de la banda d'acer s'anomena « panyard ". Un fabricant s'anomena " pan maker » i un afinadors'anomena « pan tuner ".

## Formacions

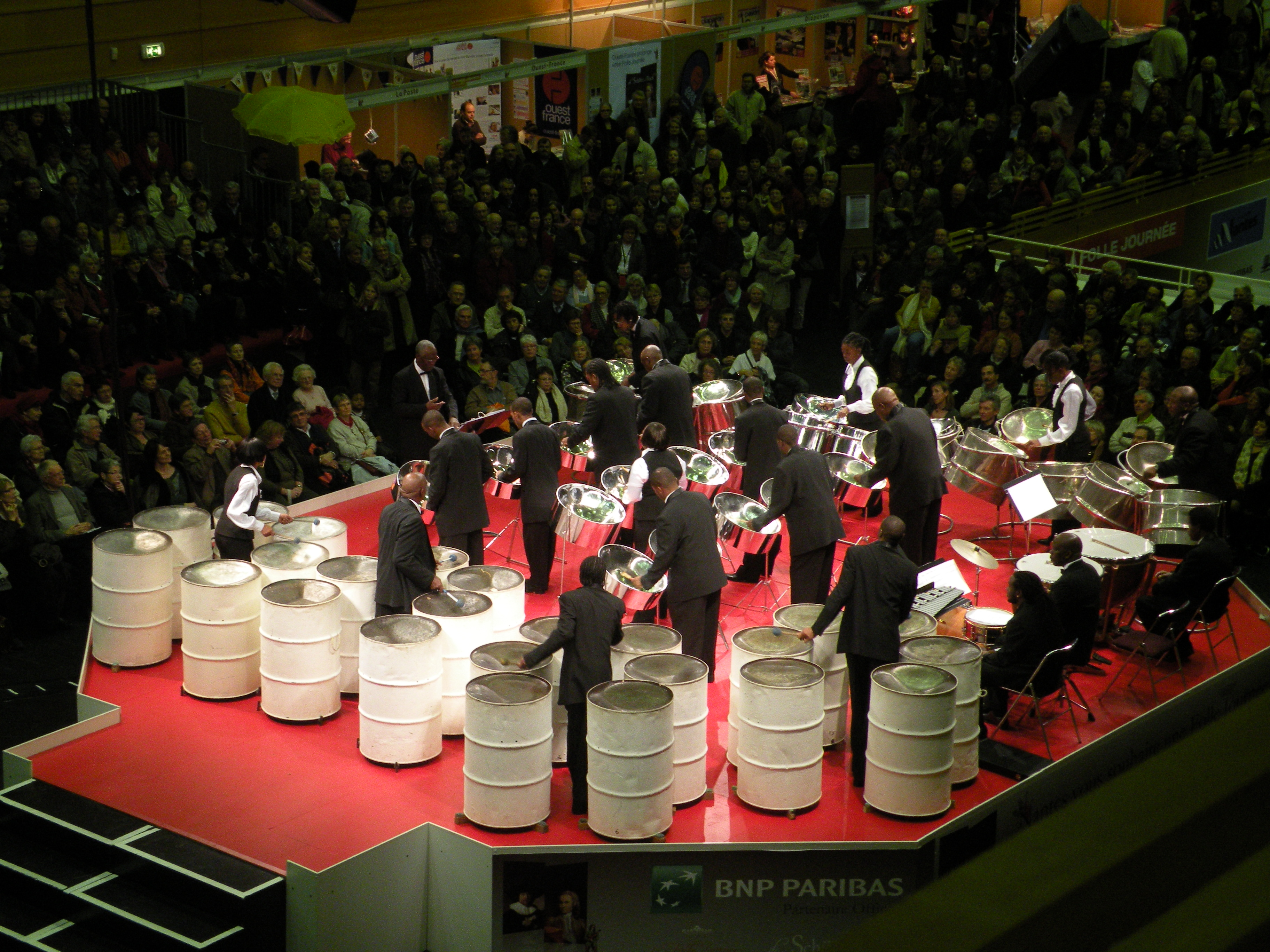
Una banda d'acer.

- Renegades Steel Band (Trinitat).
- Calypsociation (París).
- So'Calypso (Bassens).
- Calyps'Atlantic (Nantes).
- Les Allumés Du Bidon (Laval).
- Panzon Steel Band (Merville).

## Gravacions fora de context
1973. Fleetwood Mac, Penguin, Did You Ever Love Me (C. McVie, Welch)